# Гест јагдфлугцојг
Гест јагдфлугцојг је немачки ловачки авион. Авион је први пут полетео 1917. године. 

Његове летне особине су оцењене недовољним у 1917, и авион није ушао у производњу.
Највећа брзина у хоризонталном лету је износила 160 km/h. Размах крила је био 8,80 метара а дужина 7,20 метара.

## Наоружање
| Наоружање авиона: Гест јагдфлугцојг |
| Ватрено (стрељачко) наоружање       |
| Топ                                 |
| Митраљез                            |
| Бомбардерско наоружање (бомбе)      |
| Ракетно наоружање (ракете)          |